# Tarascon-sur-Ariège
Tarascon-sur-Ariège (okcitansko Tarascon d'Arièja) je zdraviliško naselje in občina v južnem francoskem departmaju Ariège regije Jug-Pireneji. Leta 1999 je naselje imelo 3.446 prebivalcev.

## Geografija
Naselje se nahaja ob vznožju Pirenejev ob reki Ariège in njenem levem pritoku, Vicdessos, 16 km južno od središča departmaja Foix.

## Uprava
Tarascon-sur-Ariège je sedež istoimenskega kantona, v katerega so poleg njegove vključene še občine Alliat, Arignac, Arnave, Bédeilhac-et-Aynat, Bompas, Capoulet-et-Junac, Cazenave-Serres-et-Allens, Génat, Gourbit, Lapège, Mercus-Garrabet, Miglos, Niaux, Ornolac-Ussat-les-Bains, Quié, Rabat-les-Trois-Seigneurs, Saurat, Surba in Ussat z 8.406 prebivalci.
Kanton je sestavni del okrožja Foix.

## Zanimivosti
- Château de Lacombe,
- cerkev Notre-Dame de Sabart,
- cerkev Sainte-Quiterie,
- cerkev de la Daurade,
- stolp Tour du Castella,
- stolp Tour Saint-Michel,
- fortifikacije.